# Donnellson (Iowa)
Donnellson é uma cidade localizada no estado americano de Iowa, no Condado de Lee.

## Demografia
Segundo o censo americano de 2000, a sua população era de 963 habitantes.
Em 2006, foi estimada uma população de 912, um decréscimo de 51 (-5.3%).

## Geografia
De acordo com o United States Census Bureau tem uma área de
2,1 km², dos quais 2,1 km² cobertos por terra e 0,0 km² cobertos por água. Donnellson localiza-se a aproximadamente 212 m acima do nível do mar.

## Localidades na vizinhança
O diagrama seguinte representa as localidades num raio de 16 km ao redor de Donnellson.